# 8258 McCracken
8258 McCracken è un asteroide della fascia principale. Scoperto nel 1982, presenta un'orbita caratterizzata da un semiasse maggiore pari a 2,3140188 au e da un'eccentricità di 0,1844337, inclinata di 5,09221° rispetto all'eclittica.